# Lagenandra
Lagenandra Dalzell – rodzaj wieloletnich, słodkowodnych helofitów, rzadziej reofitów lub geofitów, należący do rodziny obrazkowatych, liczący 15 gatunków, w większości endemicznych, pochodzących z południowo-wschodnich Indii i Sri Lanki oraz Asamu (L. undulata) i Bangladeszu (L. gomezii). Rośliny z tego rodzaju zasiedlają zacienione płycizny i brzegi rzek i stawów w wilgotnych lasach tropikalnych, a także moczary i okresowo zalewane tereny nizinne. Nazwa naukowa rodzaju pochodzi od greckich słów λάγηνος (lagenos – karafka, butelka) i άνδρός (andros – mężczyzna) i odnosi się do kształtu kwiatów męskich roślin tego rodzaju. Gatunek L. gomezii został umieszczony na Czerwonej Liście Roślin Bangladeszu i jest tam objęty ochroną gatunkową. Gatunek L. toxicaria jest chwastem upraw ryżu.

## Morfologia
PokrójNiskie do średniej wielkości pół-wodne rośliny zielne, zwykle tworzące skupiska.
ŁodygaPłożące kłącze, częściowo podziemne, przechodzące w skróconą, naziemną, wzniesioną lub płożącą łodygę zielną.
LiścieOgonki liściowe o długości od ok. 10 cm (L. lancifolia) do 50 cm (L. koenigii), otoczone katafilami o długości od 5 cm (np. L. lancifolia) do 30 cm (L. ovata), tworzące krótką pochwę liściową. Blaszki liściowe równowąskie do jajowatych, o maksymalnej długości od 7 cm (L. keralensis) do 50 cm (L. praetermissa, L. koenigii), wynurzone lub częściowo zanurzone; u młodych roślin spiralnie zwinięte. Użyłkowanie pierwszorzędowe równoległe, dalsze siatkowate.
KwiatyRośliny jednopienne. Kwiatostan, typu kolbiastego pseudancjum, osadzony na krótszej od ogonka liściowego szypułce, pojawia się od listopada do kwietnia. Pochwa kwiatostanu o długości od kilku (L. koenigii) do ponad 30 cm (np. L. ovata), grubościenna, z zewnątrz zielonkawa do brązowawej, wewnątrz czerwona do czarnopurpurowej, w dolnej części zwinięta, tworząca komorę, w górnej części wąsko lub szeroko otwarta, prosta lub skręcona, z ogonkowatym kończykiem; obie części pochwy, u niektórych gatunków, oddzielone zwężeniem, tworzącym z ujścia komory wąską szczelinę. Kolba dużo krótsza od pochwy. Kwiaty żeńskie, położone luźno w spiralach w dolnej części kolby, oddzielone są od stożkowato położonych wyżej, bardzo krótkich, jednopręcikowych (rzadziej dwu-) kwiatów męskich relatywnie długim i cienkim, nagim odcinkiem. Wyrostek kolby krótki, konoidalny. Jednokomorowe zalążnie zawierają od 1 do 12–15 zalążków położonych bazalnie. Szyjki słupków, w zależności od gatunku, nieobecne lub wyraźne. Znamiona słupków szerokie. Pylniki wypuszczają pyłek przez 2 rogokształtne wyrostki.
OwoceOwocostan składa się z kulistych, luźno położonych jagód, pękających u podstawy po dojrzeniu, które trwa od 6 do 9 miesięcy. Nasiona eliptyczne, o żeberkowanej łupinie.
GenetykaLiczba chromosomów 2n = 36, 72.
Gatunki podobneRośliny z rodzaju zwartka, od których różni się spiralnym położeniem słupków, spiralnym zwinięciem młodych liści oraz rodzajem owocu (u zwartek owocem jest torebka).

## Systematyka
Rodzaj z plemienia Cryptocorynae, podrodziny Aroideae, rodziny obrazkowatych.
Wykaz gatunków
- Lagenandra bogneri de Wit
- Lagenandra dewitii Crusio & A.de Graaf
- Lagenandra erosa de Wit
- Lagenandra gomezii (Schott) Bogner & N.Jacobsen
- Lagenandra jacobsenii de Wit
- Lagenandra keralensis Sivad. & Jaleel
- Lagenandra koenigii (Schott) Thwaites
- Lagenandra lancifolia (Schott) Thwaites
- Lagenandra meeboldii (Engl.) C.E.C.Fisch. in J.S.Gamble
- Lagenandra nairii Ramam. & Rajan
- Lagenandra ovata (L.) Thwaites
- Lagenandra praetermissa de Wit
- Lagenandra thwaitesii Engl. in A.L.P.de Candolle & A.C.P.de Candolle
- Lagenandra toxicaria Dalzell
- Lagenandra undulata Sastry

## Zastosowanie
Rośliny ozdobneGatunki L. ovata i L. thaitwesii, znoszące długotrwałe, całkowite zanurzenie w wodzie, są często uprawiane jako dekoracja akwariów słodkowodnych. Optymalne warunki do uprawy to: pH wody od 6,4 do 6,8, twardość wody od 3 do 8°dGH, temperatura wody 24–26 °C (L. thaitwesii) lub 25–28 °C (L. ovata).
Rośliny te mogą być również uprawiane jako rośliny paludaryjne i pokojowe. Wymagają bardzo wilgotnego środowiska, zacienionego stanowiska i podłoża bogatego w próchnicę, wolnego od wapnia.
W obu przypadkach rośliny rozmnażane są przez podział kłącza.
Rośliny leczniczeW Indiach kłącza roślin z gatunku L. ovata uznawane są za rośliny lecznicze. Ekstrakt z kłączy tych roślin wykazuje silne działanie przeciwbakteryjne, szczególnie przeciwko gronkowcowi złocistemu, pałeczce okrężnicy i pałeczce zapalenia płuc.